# Idrettsklubben Start 2016
Questa voce raccoglie le informazioni riguardanti l'Idrettsklubben Start nelle competizioni ufficiali della stagione 2016.

## Stagione
L'11 dicembre è stato ufficializzato il calendario per il campionato 2016, con lo Start che avrebbe cominciato la stagione nel fine settimana dell'11-13 marzo 2016, ospitando il Lillestrøm. Il 23 dicembre, Steinar Pedersen è stato scelto come nuovo tecnico dello Start, firmando un contratto triennale valido a partire dal 1º gennaio 2016. Il 2 marzo, Pedersen ha confermato Rolf Daniel Vikstøl nel ruolo di capitano.
Il 1º aprile è stato sorteggiato il primo turno del Norgesmesterskapet 2016: lo Start avrebbe così fatto visita al Donn. Al secondo turno, la squadra è stata sorteggiata contro il Fram Larvik. Al turno successivo, lo Start avrebbe fatto visita al Sandnes Ulf. In questa sfida, la squadra è stata sconfitta col punteggio di 3-1, salutando così la competizione.
Il 26 settembre, a seguito della sconfitta per 2-0 arrivata sul campo del Viking, lo Start è matematicamente retrocesso in 1. divisjon, con quattro giornate d'anticipo sulla fine del campionato.

## Maglie e sponsor
Lo sponsor tecnico per la stagione 2016 è stato Umbro, mentre lo sponsor ufficiale è stato Sparebanken Sør. La divisa casalinga era composta da una maglietta gialla con una inserti neri, pantaloncini neri e calzettoni gialli. Quella da trasferta era invece costituita da una maglia blu con inserti bianchi, pantaloncini bianchi e calzettoni blu.
| Casa | Trasferta |

## Rosa
| N. |                        | Ruolo | Calciatore             |
| -- | ---------------------- | ----- | ---------------------- |
| 1  | Norvegia (bandiera)    | P     | Håkon Opdal            |
| 2  | Norvegia (bandiera)    | D     | Jens Kristian Skogmo   |
| 3  | Finlandia (bandiera)   | D     | Tapio Heikkilä         |
| 4  | Stati Uniti (bandiera) | D     | Alex DeJohn            |
| 5  | Norvegia (bandiera)    | D     | Robert Sandnes         |
| 6  | Norvegia (bandiera)    | C     | Kristoffer Ajer        |
| 7  | Nigeria (bandiera)     | C     | Chidiebere Nwakali     |
| 8  | Norvegia (bandiera)    | A     | Espen Hoff             |
| 9  | Norvegia (bandiera)    | C     | Daniel Aase            |
| 10 | Liberia (bandiera)     | C     | Dulee Johnson          |
| 11 | Nigeria (bandiera)     | A     | Uduak Cyril Idemokon   |
| 14 | Norvegia (bandiera)    | C     | Espen Børufsen         |
| 15 | Norvegia (bandiera)    | D     | Henrik Robstad         |
| 16 | Norvegia (bandiera)    | C     | Andreas Hollingen      |
| 17 | Islanda (bandiera)     | C     | Guðmundur Kristjánsson |
| 18 | Norvegia (bandiera)    | A     | Jibril Bojang          |

| N. |                     | Ruolo | Calciatore                     |
| -- | ------------------- | ----- | ------------------------------ |
| 19 | Nigeria (bandiera)  | A     | Austin Ikenna                  |
| 20 | Norvegia (bandiera) | D     | John Olav Norheim              |
| 21 | Norvegia (bandiera) | C     | Henrik Breimyr                 |
| 22 | Norvegia (bandiera) | A     | Lars-Jørgen Salvesen           |
| 23 | Norvegia (bandiera) | C     | Erlend Segberg                 |
| 25 | Irlanda (bandiera)  | C     | Sean McDermott                 |
| 27 | Norvegia (bandiera) | D     | Eirik Wichne                   |
| 28 | Norvegia (bandiera) | D     | Rolf Daniel Vikstøl (capitano) |
| 29 | Norvegia (bandiera) | C     | Adi Marković                   |
| 31 | Norvegia (bandiera) | A     | Lasse Sigurdsen                |
| 32 | Norvegia (bandiera) | C     | Mathias Rasmussen              |
| 33 | Ghana (bandiera)    | A     | Dennis Antwi                   |
| 45 | Norvegia (bandiera) | P     | Mats Olsen                     |
| 46 | Norvegia (bandiera) | C     | Hans Petter Berg Rolke         |
| 48 | Norvegia (bandiera) | D     | Philip Aukland                 |

## Calciomercato

### Sessione invernale(dal 01/01 al 31/03)
| Arrivi           | Arrivi               | Arrivi          | Arrivi        |
| R.               | Nome                 | da              | Modalità      |
| ---------------- | -------------------- | --------------- | ------------- |
| D                | Tapio Heikkilä       | SJK             | definitivo    |
| D                | John Olav Norheim    | Nest-Sotra      | fine prestito |
| D                | Henrik Robstad       | Jerv            | definitivo    |
| D                | Jens Kristian Skogmo | Follo           | definitivo    |
| C                | Daniel Aase          | Vindbjart       | definitivo    |
| C                | Andreas Hollingen    | Molde           | definitivo    |
| C                | Chidiebere Nwakali   | Manchester City | prestito      |
| A                | Uduak Cyril Idemokon | Bujoc           | definitivo    |
| Altre operazioni |                      |                 |               |
| R.               | Nome                 | da              | Modalità      |
| P                | Ingvar Jónsson       | Sandnes Ulf     | fine prestito |
| A                | Jorge Castro         | Brann           | fine prestito |

| Partenze         | Partenze            | Partenze   | Partenze      |
| R.               | Nome                | a          | Modalità      |
| ---------------- | ------------------- | ---------- | ------------- |
| P                | Ingvar Jónsson      | Sandefjord | definitivo    |
| D                | Michael Christensen |            | svincolato    |
| D                | Jørgen Hammer       |            | svincolato    |
| D                | Jon Hodnemyr        | Vindbjart  | definitivo    |
| D                | John Olav Norheim   | KFUM Oslo  | prestito      |
| D                | Ole Martin Rindarøy | Molde      | fine prestito |
| A                | Jorge Castro        |            | svincolato    |
| A                | Mads Stokkelien     |            | svincolato    |
| Altre operazioni |                     |            |               |
| R.               | Nome                | da         | Modalità      |
| C                | Daniel Aase         | Vindbjart  | fine prestito |
| C                | Andreas Hollingen   | Molde      | fine prestito |

### Tra le due sessioni
| Arrivi | Arrivi | Arrivi | Arrivi   |
| R.     | Nome   | da     | Modalità |
| ------ | ------ | ------ | -------- |

| Partenze | Partenze          | Partenze     | Partenze   |
| R.       | Nome              | a            | Modalità   |
| -------- | ----------------- | ------------ | ---------- |
| C        | Kristoffer Ajer   | Celtic       | definitivo |
| C        | Mathias Rasmussen | Nordsjælland | definitivo |

### Sessione estiva(dal 21/07 al 17/08)
| Arrivi | Arrivi        | Arrivi    | Arrivi     |
| R.     | Nome          | da        | Modalità   |
| ------ | ------------- | --------- | ---------- |
| C      | Dulee Johnson |           | svincolato |
| A      | Dennis Antwi  | Jerv      | definitivo |
| A      | Jibril Bojang | Lørenskog | definitivo |

| Partenze | Partenze       | Partenze        | Partenze   |
| R.       | Nome           | a               | Modalità   |
| -------- | -------------- | --------------- | ---------- |
| P        | Sean McDermott | Ullensaker/Kisa | definitivo |
| C        | Henrik Breimyr | Sandnes Ulf     | definitivo |
| C        | Adi Marković   | Arendal         | definitivo |

## Risultati

### Eliteserien

#### Girone di andata
| Arbitro: | Edvartsen (Hamar) |

|              |           |            |
| Heikkilä 37’ | Marcatori | 42’ Martin |

| Tromsø 18 marzo 2016, ore 15:30 2ª giornata | Tromsø         | 0 – 0 referto | Start | Alfheim Stadion (4.241 spett.)\| Arbitro: \| Kjensli (Oslo) \| |
| Arbitro:                                    | Kjensli (Oslo) |               |       |                                                                |

| Arbitro: | Kjensli (Oslo) |

|  |           |               |
|  | Marcatori | 27’ Abdullahi |

| Arbitro: | Eskås (Oslo) |

|               |           |            |
| Rasmussen 90’ | Marcatori | 57’ Strand |

| Arbitro: | Steen (Bergen) |

|                                    |           |  |
| Nordkvelle 32’ Semb Berge 40’, 69’ | Marcatori |  |

| Arbitro: | Døvle (Larvik) |

|              |           |                                    |
| Heikkilä 10’ | Marcatori | 3’, 24’, 75’ Tokstad 33’ Mortensen |

| Arbitro: | Moen (Haugesund) |

|               |           |  |
| Brown 6’, 89’ | Marcatori |  |

| Arbitro: | Kjensli (Oslo) |

|                          |           |                        |
| Sandnes 52’ Salvesen 88’ | Marcatori | 41’ Storflor 63’ Nguen |

| Arbitro: | Eskås (Oslo) |

|                  |           |  |
| Lie Skålevik 61’ | Marcatori |  |

| Arbitro: | Hobber Nilsen (Oslo) |

|  |           |                       |
|  | Marcatori | 80’, 88’ Vilhjálmsson |

| Arbitro: | Skjerven (Kaupanger) |

|               |           |             |
| Skagestad 78’ | Marcatori | 66’ Nwakali |

| Arbitro: | Steen (Bergen) |

|                 |           |                     |
| Psyché 10’, 53’ | Marcatori | 62’ DeJohn 81’ Hoff |

| Arbitro: | Døvle (Larvik) |

|  |           |                                                     |
|  | Marcatori | 33’ Omoijuanfo 42’ Gorozia 78’, 89’ Njie 87’ Meling |

| Arbitro: | Hobber Nilsen (Oslo) |

|                           |           |               |
| Skjerve 49’ Miljeteig 67’ | Marcatori | 15’ Rasmussen |

| Arbitro: | Lundby (Bøverbru) |

|             |           |                                            |
| Nwakali 57’ | Marcatori | 32’ Olsen 67’ Furebotn 90’ Azemi 90’ Hauge |

#### Girone di ritorno
| Arbitro: | Eskås (Oslo) |

|                            |           |                              |
| S. Svendsen 21’ Toivio 72’ | Marcatori | 8’ Børufsen 62’ Kristjánsson |

| Arbitro: | Moen (Haugesund) |

|                   |           |                                                                 |
| Børufsen 78’, 84’ | Marcatori | 23’ Tollås Nation 53’ Zahid 81’ Grindheim 88’ Kjelsrud Johansen |

| Arbitro: | Kjensli (Oslo) |

|              |           |  |
| Lindberg 78’ | Marcatori |  |

| Arbitro: | Døvle (Larvik) |

|                    |           |                        |
| Johnson 13’ (rig.) | Marcatori | 53’ Bentley 81’ Occéan |

| Arbitro: | Steen (Bergen) |

|                     |           |              |
| Pedersen 27’ (rig.) | Marcatori | 86’ Salvesen |

| Arbitro: | Hagenes (Marikollen) |

|              |           |             |
| Salvesen 89’ | Marcatori | 7’ Furebotn |

| Arbitro: | Lundby (Bøverbru) |

|                         |           |  |
| Azemi 60’ Halvorsen 63’ | Marcatori |  |

| Arbitro: | Skjerven (Kaupanger) |

|             |           |                                           |
| Nwakali 18’ | Marcatori | 51’ Riise 74’ Þrándarson 76’ Fet 87’ Boli |

| Arbitro: | Steen (Bergen) |

|                                    |           |  |
| Gytkjær 61’ Dahl Reitan 90’ (rig.) | Marcatori |  |

| Arbitro: | Kjensli (Oslo) |

|               |           |  |
| Sigurdsen 83’ | Marcatori |  |

| Arbitro: | Døvle (Larvik) |

|                                   |           |  |
| Heikkilä 27’ (aut.) Jørgensen 67’ | Marcatori |  |

| Arbitro: | Saggi (Drammen) |

|                          |           |                |
| Segberg 14’ Salvesen 28’ | Marcatori | 4’ Lehne Olsen |

| Arbitro: | Eskås (Oslo) |

|           |           |           |
| Malec 61’ | Marcatori | 25’ Antwi |

| Arbitro: | Hagen (Grue) |

|             |           |                          |
| Sandnes 67’ | Marcatori | 72’ Huseklepp 78’ Haugen |

| Arbitro: | Edvartsen (Hamar) |

|                                   |           |  |
| Omoijuanfo 27’, 32’ Alanzinho 76’ | Marcatori |  |

### Norgesmesterskapet
| Kristiansand 14 aprile 2016, ore 18:00 Primo turno                                                                                  | Donn      | 0 – 8 referto                                                                                     | Start | Kongsgårdbanen (533 spett.) |
| \| \| \| \| \| \| Marcatori \| 40’ Vikstøl 47’ Ajer 52’ Sandnes 55’, 90’ Sigurdsen 83’ (rig.) Rasmussen 86’ Segberg 90’ Salvesen \| |           |                                                                                                   |       |                             |
| |           |                                                                                                   |       |                             |
| | Marcatori | 40’ Vikstøl 47’ Ajer 52’ Sandnes 55’, 90’ Sigurdsen 83’ (rig.) Rasmussen 86’ Segberg 90’ Salvesen |       |                             |

| Arbitro: | Saggi (Drammen) |

|  |           |                                    |
|  | Marcatori | 71’ Nwakali 73’ Sandnes 81’ Wichne |

| Arbitro: | Saggi (Drammen) |

|                             |           |              |
| Eriksen 7’, 16’ Engblom 75’ | Marcatori | 54’ Salvesen |

## Statistiche

### Statistiche di squadra
| Competizione       | Punti | In casa | In casa | In casa | In casa | In casa | In casa | In trasferta | In trasferta | In trasferta | In trasferta | In trasferta | In trasferta | Totale | Totale | Totale | Totale | Totale | Totale | DR  |
| Competizione       | Punti | G       | V       | N       | P       | Gf      | Gs      | G            | V            | N            | P            | Gf           | Gs           | G      | V      | N      | P      | Gf     | Gs     | DR  |
| ------------------ | ----- | ------- | ------- | ------- | ------- | ------- | ------- | ------------ | ------------ | ------------ | ------------ | ------------ | ------------ | ------ | ------ | ------ | ------ | ------ | ------ | --- |
| Eliteserien        | 16    | 15      | 2       | 4       | 9       | 15      | 34      | 15           | 0            | 6            | 9            | 8            | 25           | 30     | 2      | 10     | 18     | 23     | 59     | -36 |
| Norgesmesterskapet | -     | 0       | 0       | 0       | 0       | 0       | 0       | 3            | 2            | 0            | 1            | 12           | 3            | 3      | 2      | 0      | 1      | 12     | 3      | +9  |
| Totale             | -     | 15      | 2       | 4       | 9       | 15      | 34      | 18           | 2            | 6            | 10           | 20           | 28           | 33     | 4      | 10     | 19     | 35     | 62     | -27 |

### Andamento in campionato
| Giornata  | 1  | 2  | 3  | 4  | 5  | 6  | 7  | 8  | 9  | 10 | 11 | 12 | 13 | 14 | 15 | 16 | 17 | 18 | 19 | 20 | 21 | 22 | 23 | 24 | 25 | 26 | 27 | 28 | 29 | 30 |
| --------- | -- | -- | -- | -- | -- | -- | -- | -- | -- | -- | -- | -- | -- | -- | -- | -- | -- | -- | -- | -- | -- | -- | -- | -- | -- | -- | -- | -- | -- | -- |
| Luogo     | C  | T  | C  | C  | T  | C  | T  | C  | T  | C  | T  | T  | C  | T  | C  | T  | C  | T  | C  | T  | C  | T  | C  | T  | C  | T  | C  | T  | C  | T  |
| Risultato | N  | N  | P  | N  | P  | P  | P  | N  | P  | P  | N  | N  | P  | P  | P  | N  | P  | P  | P  | N  | N  | P  | P  | P  | V  | P  | V  | N  | P  | P  |
| Posizione | 10 | 11 | 12 | 12 | 14 | 16 | 16 | 16 | 16 | 16 | 16 | 16 | 16 | 16 | 16 | 16 | 16 | 16 | 16 | 16 | 16 | 16 | 16 | 16 | 16 | 16 | 16 | 16 | 16 | 16 |

Fonte:  Tippeligaen 2016, su altomfotball.no, Altomfotball.
Legenda:

Luogo: C = Casa; T = Trasferta. Risultato: V = Vittoria; N = Pareggio; P = Sconfitta.

### Statistiche dei giocatori
| Giocatore       | Eliteserien | Eliteserien | Eliteserien | Eliteserien | Norgesmesterskapet | Norgesmesterskapet | Norgesmesterskapet | Norgesmesterskapet | Coppe europee | Coppe europee | Coppe europee | Coppe europee | Altre coppe | Altre coppe | Altre coppe | Altre coppe | Totale   | Totale | Totale      | Totale     |
| Giocatore       | Presenze    | Reti        | Ammonizioni | Espulsioni  | Presenze           | Reti               | Ammonizioni        | Espulsioni         | Presenze      | Reti          | Ammonizioni   | Espulsioni    | Presenze    | Reti        | Ammonizioni | Espulsioni  | Presenze | Reti   | Ammonizioni | Espulsioni |
| --------------- | ----------- | ----------- | ----------- | ----------- | ------------------ | ------------------ | ------------------ | ------------------ | ------------- | ------------- | ------------- | ------------- | ----------- | ----------- | ----------- | ----------- | -------- | ------ | ----------- | ---------- |
| D. Aase         | 10          | 0           | 1           | 0           | 1                  | 0                  | 0                  | 0                  |               |               |               |               |             |             |             |             | 11       | 0      | 1           | 0          |
| K. Ajer         | 11          | 0           | 4           | 0           | 3                  | 1                  | 0                  | 0                  |               |               |               |               |             |             |             |             | 14       | 1      | 4           | 0          |
| D. Antwi        | 11          | 1           | 3           | 0           | -                  | -                  | -                  | -                  |               |               |               |               |             |             |             |             | 11       | 1      | 3           | 0          |
| P. Aukland      | 0           | 0           | 0           | 0           | 0                  | 0                  | 0                  | 0                  |               |               |               |               |             |             |             |             | 0        | 0      | 0           | 0          |
| H. Berg Rolke   | 0           | 0           | 0           | 0           | 0                  | 0                  | 0                  | 0                  |               |               |               |               |             |             |             |             | 0        | 0      | 0           | 0          |
| J. Bojang       | 9           | 0           | 1           | 0           | -                  | -                  | -                  | -                  |               |               |               |               |             |             |             |             | 9        | 0      | 1           | 0          |
| E. Børufsen     | 27          | 3           | 2           | 0           | 1                  | 0                  | 1                  | 0                  |               |               |               |               |             |             |             |             | 28       | 3      | 3           | 0          |
| H. Breimyr      | 0           | 0           | 0           | 0           | 1                  | 0                  | 0                  | 0                  |               |               |               |               |             |             |             |             | 1        | 0      | 0           | 0          |
| A. DeJohn       | 19          | 1           | 1           | 0           | 3                  | 0                  | 1                  | 0                  |               |               |               |               |             |             |             |             | 22       | 1      | 2           | 0          |
| T. Heikkilä     | 30          | 2           | 2           | 0           | 2                  | 0                  | 0                  | 0                  |               |               |               |               |             |             |             |             | 32       | 2      | 2           | 0          |
| E. Hoff         | 16          | 1           | 0           | 0           | 0                  | 0                  | 0                  | 0                  |               |               |               |               |             |             |             |             | 16       | 1      | 0           | 0          |
| A. Hollingen    | 15          | 0           | 2           | 0           | 0                  | 0                  | 0                  | 0                  |               |               |               |               |             |             |             |             | 15       | 0      | 2           | 0          |
| U. Idemokon     | 3           | 0           | 0           | 0           | 0                  | 0                  | 0                  | 0                  |               |               |               |               |             |             |             |             | 3        | 0      | 0           | 0          |
| A. Ikenna       | 3           | 0           | 0           | 0           | 2                  | 0                  | 0                  | 0                  |               |               |               |               |             |             |             |             | 5        | 0      | 0           | 0          |
| D. Johnson      | 8           | 1           | 3           | 0           | -                  | -                  | -                  | -                  |               |               |               |               |             |             |             |             | 8        | 1      | 3           | 0          |
| G. Kristjánsson | 22          | 1           | 4           | 0           | 3                  | 0                  | 0                  | 0                  |               |               |               |               |             |             |             |             | 25       | 1      | 4           | 0          |
| A. Marković     | 0           | 0           | 0           | 0           | 2                  | 0                  | 0                  | 0                  |               |               |               |               |             |             |             |             | 2        | 0      | 0           | 0          |
| S. McDermott    | 0           | -0          | 0           | 0           | 2                  | -0                 | 0                  | 0                  |               |               |               |               |             |             |             |             | 2        | 0      | 0           | 0          |
| J. Norheim      | 0           | 0           | 0           | 0           | 0                  | 0                  | 0                  | 0                  |               |               |               |               |             |             |             |             | 0        | 0      | 0           | 0          |
| C. Nwakali      | 22          | 3           | 3           | 0           | 2                  | 1                  | 1                  | 0                  |               |               |               |               |             |             |             |             | 24       | 4      | 4           | 0          |
| M. Olsen        | 0           | -0          | 0           | 0           | 0                  | -0                 | 0                  | 0                  |               |               |               |               |             |             |             |             | 0        | 0      | 0           | 0          |
| H. Opdal        | 30          | -59         | 0           | 0           | 1                  | -3                 | 0                  | 0                  |               |               |               |               |             |             |             |             | 31       | -62    | 0           | 0          |
| M. Rasmussen    | 15          | 2           | 0           | 0           | 3                  | 1                  | 0                  | 0                  |               |               |               |               |             |             |             |             | 18       | 3      | 0           | 0          |
| H. Robstad      | 30          | 0           | 2           | 0           | 3                  | 0                  | 0                  | 0                  |               |               |               |               |             |             |             |             | 33       | 0      | 2           | 0          |
| L. Salvesen     | 26          | 4           | 2           | 0           | 2                  | 2                  | 0                  | 0                  |               |               |               |               |             |             |             |             | 28       | 6      | 2           | 0          |
| R. Sandnes      | 22          | 2           | 3           | 0           | 2                  | 2                  | 2                  | 0                  |               |               |               |               |             |             |             |             | 24       | 4      | 5           | 0          |
| E. Segberg      | 10          | 1           | 1           | 0           | 1                  | 1                  | 0                  | 0                  |               |               |               |               |             |             |             |             | 11       | 2      | 1           | 0          |
| L. Sigurdsen    | 15          | 1           | 0           | 0           | 2                  | 2                  | 0                  | 0                  |               |               |               |               |             |             |             |             | 17       | 3      | 0           | 0          |
| J. Skogmo       | 20          | 0           | 2           | 0           | 1                  | 0                  | 0                  | 0                  |               |               |               |               |             |             |             |             | 21       | 0      | 2           | 0          |
| R. Vikstøl      | 21          | 0           | 2           | 1           | 3                  | 1                  | 0                  | 0                  |               |               |               |               |             |             |             |             | 24       | 1      | 2           | 1          |
| E. Wichne       | 20          | 0           | 1           | 0           | 2                  | 1                  | 0                  | 0                  |               |               |               |               |             |             |             |             | 22       | 1      | 1           | 0          |